# 유장 (즉비경후)
유장(劉章, ? ~ ?)은 전한의 제후로, 조경숙왕의 증손이다.

## 생애
아버지 유존의 뒤를 이어 즉비후(揤裴侯)에 봉해졌다. 시호를 경(頃)이라 하였고, 작위는 아들 유경이 이었다.

## 출전
- 반고, 《한서》 권15상 왕자후표 上

| 선대 아버지 즉비애후 유존 | 전한의 즉비후 ? ~ ? | 후대 아들 즉비희후 유경 |